# (466633) 2014 WZ22
(466633) 2014 WZ22 es un asteroide perteneciente al cinturón de asteroides, descubierto el 21 de diciembre de 2006 por el equipo Spacewatch desde el Observatorio Nacional de Kitt Peak (Arizona, Estados Unidos).